# Десислава Трифонова
Десислава Цветанчова Трифонова е български политик и юрист, изпълнителен директор на Българска агенция за инвестиции в периода 2020 – 2021 г. и народен представител в XLVII и XLVIII народно събрание.

## Биография
Десислава Цветанчова Трифонова е родена на 7 ноември 1985 година в Кнежа. Неин баща е пенсионираният съдия Цветанчо Трифонов, който от 1991 до 2010 г. е председател на Районен съд – Кнежа, а от 2010 г. до 2020 г. е председател на Районен съд – Козлодуй.
Трифонова завършва право в Юридическия факултет на Софийски универстит „Св. Климент Охридски“. От 2012 до 2019 г. е главен експерт, а впоследствие и началник на отдел „Методология и контрол“ в Държавен фонд „Земеделие“. От 2019 до 2020 г. е съветник на заместник министър-председателя по икономическата и демографска политика Марияна Николова.
От ноември 2020 г. е изпълнителен директор на Българска агенция за инвестиции. През май 2021 г. е освободена от поста. На изборите през ноември същата година е избрана за народен представител в XLVII народно събрание.